# Los Caños
 (juin 2023).
Los Caños est un groupe espagnol de pop, originaire de Cadix, dans la province de Cadix. Formé en 1999, le groupe sort trois albums studio — Los Caños en 2001, Agua de luna en 200 et Los Locos somos asi en 2003 — avant de se séparer en 2005. Les trois albums ont été classés dans les charts espagnols et certifiés.

## Histoire
Au départ, Los Caños était un groupe composé de 12 membres qui a gagné en popularité à Cadix, où ils étaient assaillis par les filles et leur fan-club, grâce à leurs prestations en direct, la première datant de 1999, et à leurs apparitions dans des programmes télévisés. Fort de ces précédents, l'idée est venue de créer un groupe avec moins de membres et de se lancer sur le marché de la musique. L'enregistrement d'une démo avec trois chansons et le succès de la présentation en direct du groupe lors des festivités de Cadix ont convaincu le groupe de franchir le pas définitif.
En 2000, Pep's Record prend connaissance des voix de Javi, Juande et Juan Manuel « Kiko » Gaviño — à l'époque adolescents —, et décide de publier leur premier album, Los Caños, en 2001, grâce auquel ils attirent le succès avec le single Niña piensa en ti. En 2002, ils sortent leur deuxième album, Agua de luna. Le premier single est Sin decirnos nada. Le trio se sépare à la mi-2005 pour expérimenter d'autres horizons. Depuis, Javi et Juande n'ont rien laissé transparaitre de leurs éventuels projets, mais Kiko a rejoint sa sœur Shara pour former ensemble le duo Kiko e Shara, qui perdurera par la suite, avant de sorti deux albums en solo : Ahora en 2011 et Cosas mías en 2012.
Leurs débuts semblent remonter à une rencontre à Grenade. Ce phénomène de fans n'a pas seulement touché les membres du groupe. Shara, en tant que sœur de Kiko, l'a également vécu au quotidien. « J'avais 12 ans, j'étais au lycée et bien sûr, j'étais la « sœur de Kiko » », raconte l'artiste. « Les filles venaient vers moi à cause de mon frère, elles venaient me chercher à la maison à cause de mon frère, tout était à cause de mon frère », raconte Shara, qui est devenue la fille la plus célèbre de son lycée. Mais contrairement à de nombreux artistes, Kiko est très fier de sa première période en tant que chanteur et n'hésite pas à en parler. « Quand Los Caños est sorti, il n'y avait pas d'artistes comme nous dans ce pays », confesse Kiko.

## Discographie

### Albums studio
- 2001 : Los Caños (Pepe's Record) (1er des charts espagnols[3], double  Platine[3])
- 2002 : Agua de luna (23e des charts espagnols,  Or[4])
- 2003 : Los Locos somos asi (23e des charts espagnols,  Or[5])

### Compilations
- 2005 : Lo Mejor de los caños (Pepe's Record) (27e des charts espagnols[6])

### Singles
- 2001 : Niña piensa en ti (Pepe's Record) (5e des charts espagnols[7])